# Symplocos morii
Symplocos morii là một loài thực vật có hoa trong họ Dung. Loài này được Almeda & L.M. Kelly mô tả khoa học đầu tiên năm 2002.